# Delio Fernández
Pour les articles homonymes, voir Fernández.
Fernández  Cruz est un nom espagnol. Le premier nom de famille, en général paternel, est Fernández ; le second, en général maternel, souvent omis, est Cruz.
Delio Fernández Cruz, né le 17 février 1986 à Moaña, est un coureur cycliste professionnel espagnol.

## Biographie

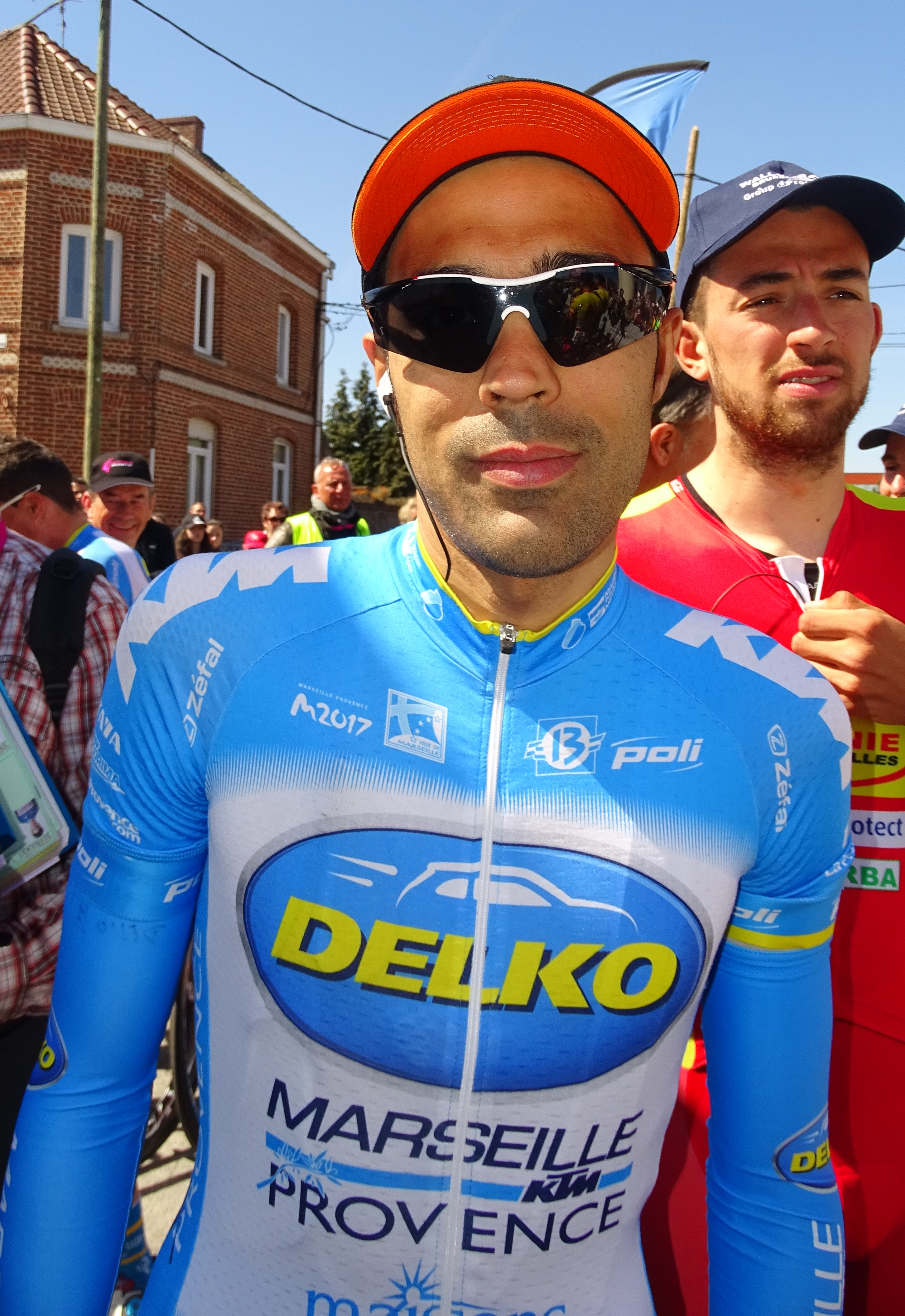
Delio Fernández lors du départ de la deuxième étape des Quatre Jours de Dunkerque 2016 à Aniche.

Il signe un contrat avec la formation Delko-Marseille Provence-KTM à la fin de l'année 2015.
En aout 2020, il termine à une anecdotique soixante-quatrième place du Tour du Limousin-Nouvelle-Aquitaine mais porte le maillot de leader du classement des sprints et celui de meilleur grimpeur de cette course après avoir été échappé à plusieurs reprises.

## Palmarès et résultats

### Palmarès sur route
- 2004
  - 3e du Circuito Cántabro Junior
- 2006
  - 3e du Premio Primavera
  - 3e de l'Oñati Saria
- 2007
  - 2e de la Lazkaoko Proba
  - 2e de la Santikutz Klasika
  - 3e du Mémorial José María Anza
- 2011
  - Clássica de Amarante
- 2013
  - Tour des Terres de Santa Maria da Feira :
    - Classement général
    - 3e étape

  - 3e étape du Tour du Portugal
  - Grand Prix Liberty Seguros
  - 2e du Grand Prix Jornal de Noticias
  - 3e du Tour de la communauté de Madrid
- 2014
  - Classement général du Trophée Joaquim-Agostinho
  - 3e du Tour du Portugal
- 2015
  - 2e et 7e étapes du Tour du Portugal
  - 2e du Tour de l'Alentejo
  - 2e du Trophée Joaquim-Agostinho
- 2017
  - Classement général du Tour d'Autriche
- 2018
  - 7e du Tour de Turquie
- 2022
  - 3e du Grande Prémio Douro Internacional
- 2023
  - 5e étape du Tour du Portugal

### Résultats sur les grands tours

#### Tour d'Italie
1 participation
- 2009 : 124e

#### Tour d'Espagne
1 participation
- 2010 : 60e

### Classements mondiaux
| Année                                 | 2009  | 2010  | 2011 | 2012  | 2013 | 2014 | 2015 | 2016 | 2017 | 2018  | 2019 | 2020 | 2021 | 2022  | 2023  | 2024  |
| ------------------------------------- | ----- | ----- | ---- | ----- | ---- | ---- | ---- | ---- | ---- | ----- | ---- | ---- | ---- | ----- | ----- | ----- |
| Classement mondial                    |       |       |      |       |      |      |      | 375e | 642e | 391e  | 940e | 561e | 601e | 1057e | 1388e | 1628e |
| UCI Europe Tour                       | 1256e | 1238e | 552e | 1031e | 93e  | 116e | 64e  | 224e | 410e | 1055e | 678e | 458e | 485e | 756e  | nc    | nc    |
| UCI Asia Tour                         | nc    | nc    | nc   | nc    | nc   | nc   | nc   | nc   | 442e | 136e  |      |      |      |       |       |       |
| UCI America Tour                      | nc    | nc    | nc   | 376e  | 269e | nc   | 249e | 494e | nc   | nc    |      |      |      |       |       |       |
|                                       |       |       |      |       |      |      |      |      |      |       |      |      |      |       |       |       |
| Légende : nc = non classéSource : UCI |       |       |      |       |      |      |      |      |      |       |      |      |      |       |       |       |

### Palmarès en cyclo-cross
- 2002-2003
  - 2e du championnat d'Espagne de cyclo-cross juniors